# 原田裕花
原田裕花（日语：／ Harada Yuka，1968年6月5日—），山口县周南市出身，日本女子篮球运动员。她曾代表日本参加了1996年夏季奥林匹克运动会女子篮球比赛，获得第七名。